# رياض بالطيب
رياض بالطيب (بالفرنسية: Riadh Bettaïeb)‏ ولد في 3 يناير 1961 في بنقردان، هو سياسي وتونسي. هو قيادي في حزب حركة النهضة ذات التوجه الإسلامي.

شغل منصب وزير الاستثمار والتعاون الدولي بعد الثورة التونسية بين 2011 و2013 في حكومة حمادي الجبالي.

## السيرة الذاتية
تلقي رياض بالطيب شهادته من المدرسة الوطنية للمهندسين بتونس.

في 1979، إنضم بالطيب إلى حركة النهضة. في 1991، اضطر للذهاب للمنفى في فرنسا، وأقام في باريس، وذلك هروبا من نظام الرئيس زين العابدين بن علي. أصبح وقتها رئيس الجمعية التونسية للتضامن، والتي مقرها في باريس. بعد سقوط نظام بن علي في الثورة التونسية، عاد إلى تونس، وأصبح عضو في الهيئة العليا لتحقيق أهداف الثورة والإصلاح السياسي والانتقال الديمقراطي. 

في 24 ديسمبر 2011، تم تعيين بالطيب في منصب وزير الاستثمار والتعاون الدولي وذلك في حكومة حمادي الجبالي. عمل معه كاتب الدولة علية بالطيب. في مايو 2012، أعلن أن تونس وماليزيا سيطوران شراكة للأغذية والأدوية والمستحضرات الحلال، واقترح أيضا أن تساهم الشركات التونسية في الاستثمار في قطر.

رياض بالطيب عندما كان وزيرا كان محافظ تونس لدى البنك الأوروبي لإعادة البناء والتنمية والبنك الإسلامي للتنمية.

## مقالات ذات صلة
- حركة النهضة (تونس).